# Market Square Heroes
„Market Square Heroes“ (на български: Героите на пазарния площад) е песен на британската прогресив рок група Мерилиън. Това е дебютния запис на групата, който е издаден като сингъл през 1982 година, заедно с песента „Three Boats Down From The Candy“, като „Б“ страна. Сингълът е издаден и на голяма плоча (12"), с удължено времетраене, при която към втората страна е добавена и епичната 17-минутна композиция – „Grendel“.

## Описание
Първоначалното заглавие на песента е било – „UB 2,000,001“, но впоследствие е сменено по вдъхновение от името на площада „Aylesbury Market Square“ в град Айлсбъри, Англия, който е свързан с историята на Мерилиън.
Лириката на произведението двусмислено описва надигащите се граждански вълнения породени от увеличаващата се безработица.
Обложката на изданието е разработена от Марк Уилкинсън, който ще остане и занапред сътрудник в работата на Мерилиън и Фиш. Тук за първи път са представени два отличителни визуални елемента, които ще олицетворяват групата за години напред – фигурата на „Клоуна“ (jester) и надписът „Мерилиън“ с характерния шрифт, чийто автор е Джо Мировски.
Нито една от трите песни не попада в последвалия първи дългосвирещ албум Script for a Jester's Tear (1983). Презаписани нови аранжименти на „Market Square Heroes“ и „Three Boats Down From The Candy“ са включени през 1984 година, като „Б“ страна на сингъла „Punch and Judy“, като „Market Square Heroes“ попада и в издадения през същата година концертен албум „Real to Reel“. Двете композиции с новите аранжименти заедно с епоса „Grendel“ са избрани за сборния албум B'Sides Themselves, издаден през 1988 година.
И трите песни от сингъла са изпълнени от Мерилиън в превърналия се в легендарен концерт от 1983 година „Recital of the Script“ в прочутата зала Хамърсмит Одеон, Лондон. Изпълнението е записано и излъчвано многократно през годините по различни телевизии включително и БНТ. Издадено е на видеокасета (VHS) през същата година но в съкратен вариант. Чак през 2009 година, е пуснат пълният, вече ремастереран запис в двоен аудио CD-формат и видео DVD.
Композицията „Market Square Heroes“ е изпълнена и в друг легендарен концерт на групата – „Live from Loreley“. Представлението е през 1987 година, когато Мерилиън са на върха на популярността си, пред 20 000 зрители в местността Лорелай край германския град Sankt Goarshausen. Този концерт също е пуснат първоначално на видеокасета (VHS) но в това издание песента е съкратена. През годините са правени няколко преиздавания на аудио и видео носители, като при последното аудио издание от 2009 година, концертът е издаден в пълния си вариант.
През 2007 година, близо двадесет години след раздялата, Фиш изпълнява песента заедно с всички оригинални музиканти на Мерилиън, по време на фестивал провеждащ се точно на площад „Aylesbury Market Square“ в Айлсбъри.

### Страна A
1. „Market Square Heroes“ – 4:20

### Страна Б
1. „Three Boats Down from the Candy“ – 4:32
2. „Grendel“ – 17:15 (включен при 12"-плоча)

## Музиканти
- Дерек Уилям Дик – Фиш – вокали
- Стив Родъри – китари
- Марк Кели – пиано
- Пийт Треуавас – бас
- Мик Пойнтър – барабани